# La Mort en blanc (téléfilm)
La Mort en blanc (Avalanche Alley) est un téléfilm canadien réalisé par Paul Ziller et diffusé en 2001 à la télévision.

## Fiche technique
- Scénario : Elizabeth Sanchez et Paul Ziller
- Durée : 90 min
- Pays :  Canada

## Distribution
- Ed Marinaro (en) : Rick
- Nick Mancuso : Scott
- Kirsten Robek : Lauren
- Wolf Larson : Alex
- Tobias Mehler : Simon
- Kirby Morrow : Jake
- Miranda Frigon : Tami
- Mark Homes : Willie
- Cholo Burns : Scoob
- Steven Man : réceptionniste
- Mark Ivanda : snowboarder agacé